# Romagny-sous-Rougemont
Romagny-sous-Rougemont es una comuna francesa situada en el departamento del Territorio de Belfort, de la región de Borgoña-Franco Condado.

## Geografía
Está ubicada a 12 km al noreste de Belfort.

## Demografía
| 136 | 130 | 155 | 177 | 183 | 199 | 215 | 211 |
| Para los censos de 1962 a 1999 la población legal corresponde a la población sin duplicidades (Fuente: INSEE [Consultar]) |     |     |     |     |     |     |     |